# Halul
Halul ((ar) : حالول) is een tot de staat Qatar behorend eiland in de Perzische golf. Het eilandje vormt een centrum van de Qatarese offshore oliewinning. Het eilandje ligt zo'n 53 nautische mijlen ten noordwesten van de Qatarese hoofdstad Doha. Er is een haven.